# John C. Condry
John C. Condry (Cincinnati, 6 de desembre de 1938 - 27 de juny de 1993) va ser un psicòleg i educador estatunidenc.
Va ser professor de desenvolupament humà i estudis familiars a Cornell University, on va ingressar el 1966.

## Llibres
- Two Worlds of Childhood (amb Russell Sage, 1970)
- The Psychology of Television (1989). ISBN 0805806210